# Anastomoseninsuffizienz
Der Begriff Anastomoseninsuffizienz steht in der Chirurgie für das Aufreißen oder Undichtwerden einer Verbindung zwischen zwei anatomischen Strukturen (Anastomose).

## Ursachen
Bei Insuffizienzen von Anastomosen im Magen-Darm-Trakt liegen die Ursachen in den meisten Fällen bei unzureichender Durchblutung und dadurch entstehender Wandnekrose sowie bei entzündlichen Prozessen der Umgebung. Weit seltenere Ursache sind operationstechnische Unzulänglichkeiten wie fehlerhafte Nahttechnik oder fehlende Spannungsfreiheit der Darmenden.
In der Gefäßchirurgie beruhen Anastomoseninsuffizienzen häufig auf mangelnder Festigkeit der arteriosklerotisch veränderten Gefäße oder einer zu hoch dosierten Behandlung mit Antikoagulantien (Heparin), die Stichkanalblutungen zur Folge hat. Auch hier sind naturgemäß handwerkliche Mängel bei der Anlage der Anastomose möglich.

## Folgen
Übertritt von Inhalt des Magen-Darm-Traktes in die freie Bauchhöhle führt, wenn nicht umgehend erkannt und behoben, zur lebensbedrohlichen Peritonitis. In weniger dramatischen Fällen entwickelt sich lokal ein Abszess („gedeckte“ Anastomoseninsuffizienz) oder eine enterokutane Fistel im Verlauf einer zuvor vorhandenen Drainage.
Anastomoseninsuffizienzen in der Gefäßchirurgie führen zu mitunter lebensbedrohlichen Nachblutungen, gelegentlich auch (bei späten Insuffizienzen) zur Ausbildung eines Nahtaneurysmas.

## Behandlung
Operativ:
In den meisten Fällen wird eine rasche operative Revision erforderlich.
Konservativ:
Ausnahmsweise kann bei einer Anastomoseninsuffizienz abwartend vorgegangen werden, jedoch ist dies vom klinischen Zustand des Patienten abhängig. Bei Anastomoseninsuffizienzen im Bereich des Abdomens muss bei Fieber, Peritonismus oder einem starken Anstieg der Entzündungsparameter im Blut operativ vorgegangen werden.

## Vorbeugung
Es ist nachgewiesen, dass die Anastomoseninsuffizienz nach Operationen am Magen-Darm-Trakt neben operationstechnischen Ursachen bakteriell bedingt ist. Krankheitsbedingt verändert sich die Bakterienflora im Magen-Darm-Trakt hin zu aggressiveren Keimen, die das Gewebe im Bereich der Nahtreihen zerstören können. Durch eine vor der Operation begonnene antimikrobielle Prophylaxe mit Substanzen, die diese aggressiven Sorten gezielt beseitigen (Dekontamination), kann eine Heilung der Nahtreihen sichergestellt werden.